# Vestigial Peter
Vestigial Peter (titulado Peter Vestigial en Hispanoamérica y Vestigio de Peter en España) es el segundo episodio de la duodécima temporada y el número 212 en general de la serie de televisión animada de comedia Padre de familia. Se estrenó originalmente por FOX el 6 de octubre de 2013 en Estados Unidos.

## Argumento
Cuando Lois ve que Peter usa la misma ropa todos los días, lo obliga a ir al supermercado a comprar ropa nueva. Sin embargo, tras buscar por toda la tienda, termina comprando la misma camisa blanca que habitualmente usa. Al medirse una camisa, le extraña que no le queda a pesar de ser de su medida. El vendedor le muestra un bulto en el cuello del cual ni Lois ni el propio Peter se habían percatado. Preocupados se dirigen con el doctor Hartman, quien les revela que ese bulto se trata de un gemelo subcutáneo vestigial y tras hacer una pequeña ranura sobre el bulto una "pequeña" cabeza igual a Peter sale. Al llegar a casa, Peter le muestra su gemelo vestigial, a quien llama Chip, a la familia, donde rápidamente él gana la simpatía de todos. Tras unos días estableciendo una buena amistad, Peter y Chip se ponen en desacuerdo respecto a las actividades que realizarán, mientras Chip quiere recorrer partes que él nunca ha visto, Peter insiste en quedarse a ver televisión en casa. Tras esto, el desacuerdo entre ambos crece al grado que Peter visita al Doctor Hartman buscando una solución. El doctor Hartman dice que pueden someterse a una operación para extraer a Chip del cuello de Peter, sin embargo durante la operación, todo podría complicarse y como consecuencia Peter podría morir. Tras salir de la operación, el doctor Hartman anuncia que todo salió bien, en entonces cuando Peter se da cuenta de que la familia se ve más preocupada por Chip que por él. Al día siguiente, cuando Peter llega a su casa ve que la familia está contenta con los cambios que Chip hizo en la casa. En la almeja borracha, Peter se queja de su situación con Chip con Quagmire y Joe. Tras esto Peter busca maneras de deshacerse de Chip. Tras caer en una de sus trampas, Peter reclama a Chip el haberle quitado su lugar en su familia, Chip se enoja y se marcha. Cuando Peter anuncia a la familia el retiro de chip del lugar se organizan para ir a buscarlo, Peter enojado por tal motivo decide quedarse en casa. Al ver que no hay cervezas en el refrigerador, baja al sótano para buscar más, cayendo gravemente y teniendo como producto una pierna rota. En ese momento Chip regresa a casa y se disculpa con Peter, al escuchar los grito de auxilio de Peter corre en su rescate. Al llegar al sótano, Chip sube con esfuerzos a Peter sobre las escaleras. En el hospital, Peter agradece a Chip haberle salvado la vida, tras esto, reconoce a Chip como miembro permanente de la familia, él se siente agradecido por ese motivo pero dice que prefiere explorar el mundo.

## Reparto Original
- Seth MacFarlane- Peter, Brian, Stewie y Chip
- Alex Borstein- Lois
- Mila Kunis- Meg
- Seth Green - Chris
- Carrie Fisher - Angela
- Patrick Stewart - Narrador

## Recepción

### Audiencia
El episodio obtuvo 5.20 millones de televidentes en su estreno original por FOX, convirtiéndose en el segundo programa de la dominación de la animación de la noche, ganando a American Dad! (Poltergasm) y Bob's Burgers (Fort Night) pero perdiendo frente a Los Simpson (Treehouse of Horror XXIV) que fue visto por 6.42 millones de espectadores.